# Pi Orionis
Pi Orionis (π Ori / π Orionis) sind eine Gruppe von Sternen, die den Schild des Orion bilden.

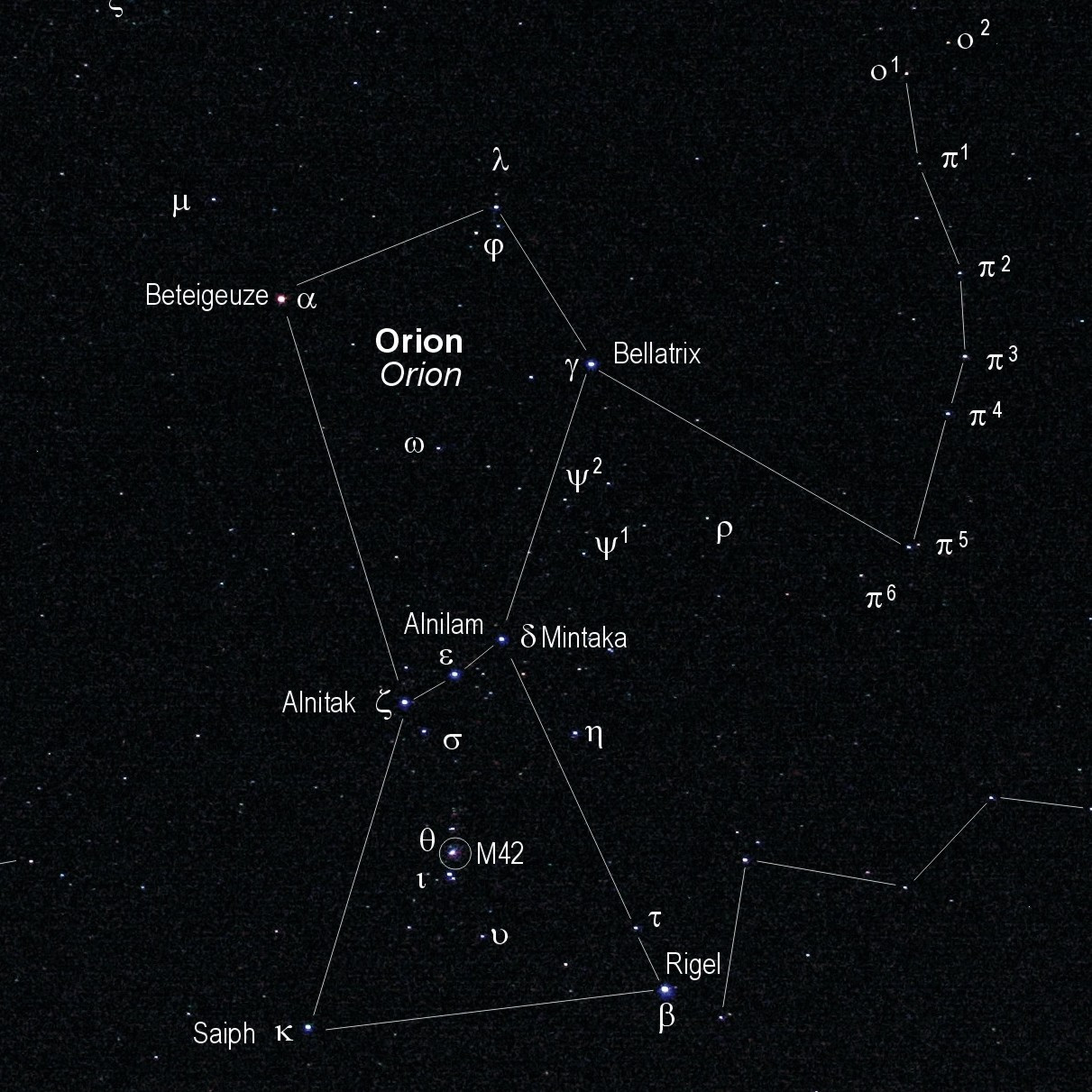
Sternbild Orion: rechts die Sternenkette Pi Orionis

Sie stehen visuell nicht nahe beieinander. Dennoch tragen sie in ihren Bayer-Bezeichnungen denselben griechischen Buchstaben, jeweils versehen mit einer eigenen hochgestellten Nummer.
Zur Bayer-Bezeichnung der Sterne ist nachfolgend in Klammern auch die Flamsteed-Bezeichnung angegeben, die einem anderen Nummerierungssystem folgt:
- π1 Ori (auch 7 Orionis)
- π2 Ori (auch 2 Orionis)
- π3 Ori (auch 1 Orionis)
- π4 Ori (auch 3 Orionis)
- π5 Ori (auch 8 Orionis, ein sichtbarer Doppelstern zusammen mit 5 Orionis)
- π6 Ori (auch 10 Orionis)